# Jerzy Myszor

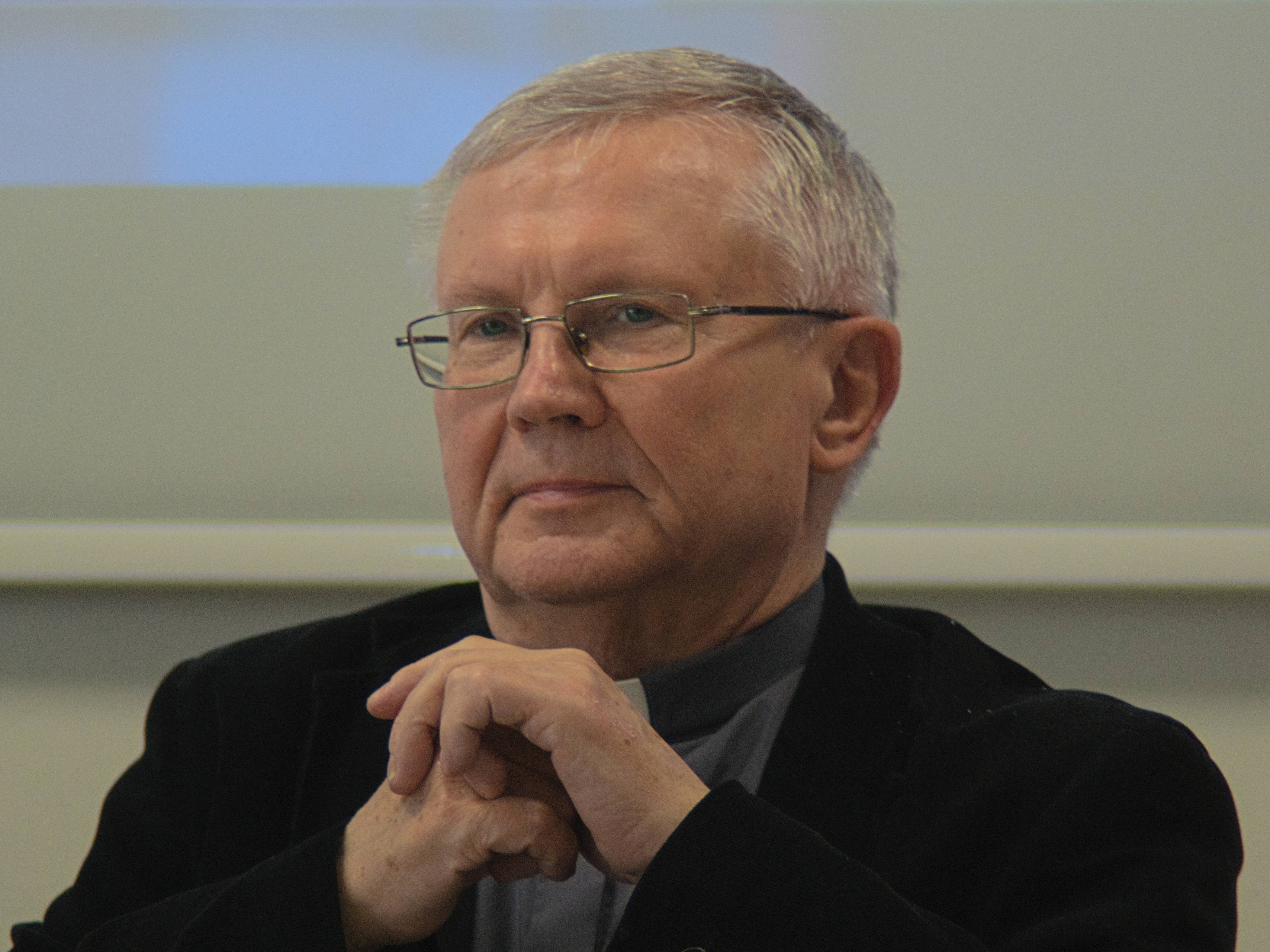
Jerzy Myszor

Jerzy Myszor (* 1950 in Chełm Śląski, Polen) ist ein polnischer Kirchenhistoriker und katholischer Priester.
Myszor promovierte in Kirchengeschichte in Warschau (1988), er ist seit 2001 Professor an der Schlesischen Universität Kattowitz. Hauptgebiete seiner Forschung sind die Kirchengeschichte im 19. und 20. Jahrhundert, die Geschichte der katholischen Kirche in Deutschland und Polen und in der letzten Zeit auch die der katholischen Kirche in den Ostblockstaaten. Er beschäftigt sich speziell mit kommunistischen Verbrechen in Polen 1944–1989.

## Publikationen (Auswahl)
- Duszpasterstwo parafialne na Górnym Śląsku w latach 1821–1914, Kattowitz 1991.
- Stosunki Kościół – państwo okupacyjne w diecezji katowickiej 1939›‹1945, Kattowitz 1992.
- Leksykon duchowieństwa represjonowanego w PRL 1945-1989. Hrsg. von ... Bd. 1–3, Warschau 2001–2006.
- als Hrsg. mit Gregor Ploch und Christine Kucinski: Die ethnisch-nationale Identität der Bewohner Oberschlesiens. Münster 2008.

| Personendaten    | Personendaten                                          |
| ---------------- | ------------------------------------------------------ |
| NAME             | Myszor, Jerzy                                          |
| KURZBESCHREIBUNG | polnischer Kirchenhistoriker und katholischer Priester |
| GEBURTSDATUM     | 1950                                                   |
| GEBURTSORT       | Chełm Śląski, Polen                                    |